# Delta Velorum
Delta Velorum (δ Vel / HD 74956 / HR 3485) es un sistema estelar de la constelación Vela, la vela del navío Argo, el segundo más brillante detrás de γ Velorum. Su magnitud aparente es +1.95 y dista 79.7 años luz de la Tierra. Es el miembro más brillante de la Falsa Cruz, asterismo que forma junto a κ Velorum, Avior (ε Carinae) y Aspidiske (ι Carinae).
Delta Velorum está formada por un sistema binario eclipsante (Delta Velorum A) y una enana de tipo espectral F6V (Delta Velorum B) de magnitud aparente 5.5 en una órbita excéntrica con una separación que varía entre 0.6 y 3.0 segundos de arco y un período orbital de 142 años. Delta Velorum A está formada por dos estrellas blancas de la secuencia principal, la más luminosa de tipo espectral A0V (Delta Velorum Aa, de magnitud aparente 2.3) y la otra de tipo espectral entre A3V y A5V (Delta Velorum Ab, de magnitud aparente 3.4). Están separadas 0.5 au y su período orbital es de 45.15 días. Los eclipses, que hacen que el brillo combinado del sistema fluctúe en torno al 50 % durante el eclipse primario y 30 % durante el secundario, fueron detectados independientemente en 1989 por la misión espacial Galileo y en 1997 por el aficionado argentino Sebastián Otero. Al unir los datos visuales de Galileo y Otero en el año 2000, Otero, Lloyd y Fieseler pudieron determinar el período orbital y predecir los futuros eclipses y además notar que la órbita del sistema es también excéntrica, dado que el eclipse secundario se produce en la fase 0.43 del ciclo orbital (solo 19 días después del eclipse primario). Curiosamente, a pesar de ser una de las estrellas más brillantes del cielo, no se había observado previamente su variabilidad.
Actualmente se cree que Delta Velorum C de magnitud 11, y Delta Velorum D de magnitud 13, separadas visualmente 6 segundos de arco y distantes 150 au entre sí, no son componentes físicas del sistema de Delta Velorum.
Debido a la precesión de la Tierra, Delta Velorum será la estrella polar del hemisferio sur hacia el año 9200 de nuestra era.